# 1-я Мелитопольская улица
1-я Мелитопольская улица — улица в районе Южное Бутово Юго-Западного административного округа Москвы.

## Происхождение названия
Улица получила своё название в 1986 году по городу Мелитополь в Запорожской области Украины (как и 2-я Мелитопольская улица). Ранее она называлась 1-я Заводская улица, а также Парковая улица до 1985 года.

## Описание
Улица начинается от 2-й Мелитопольской улицы и заканчивается поворотным тупиком. Слева к ней примыкает Джанкойская улица, справа Старонародная. Всего на 1-й Мелитопольской улице расположено 29 домов.

## Примечательные здания и сооружения

### По чётной стороне
д. 34 — Школа № 1355, корпус № 1

### По нечётной стороне
д. 5А — Школа № 1355, дошкольные группы

## Транспорт
До 1-й Мелитопольской улицы ходит 9 маршрутов: 7 автобусов и 2 маршрутки.
Автобусы: 18, 94, 108, 379, 737, с53, с935
Маршрутные такси: 507к (Боброво), 507к (Дрожжино)

### Железнодорожный транспорт
В непосредственной близости от улицы расположена платформа Бутово Курско-Рижского диаметра (МЦД-2).